# Enterobakteriální infekce ptáků
Enterobakterie (čeleď Enterobacteriaceae) se v přírodě vyskytují ubikvitárně. Některé z nich jsou součástí autochtonní mikroflóry střevního traktu savců a některých druhů ptáků, jiné jsou primárně nebo podmíněně patogenní pro člověka, zvířata, hmyz i rostliny.
V trávicím traktu papoušků a pěvců se enterobakterie běžně nevyskytují, zatímco u Galliformes, Columbiformes, Falconiformes, Strigiformes a Corvidae jsou součástí autochtonní střevní mikroflóry. Výskyt enterobakterií v respiračním a urogenitálním traktu ptáků není fyziologický. Rody Shigella a Edwardsiella se normálně u ptáků nevyskytují, rody Enterobacter, Hafnia, Serratia a Proteus mají malou patogenitu. Existuje značná variabilita ve virulenci enterobakterií i v reakci hostitele na infekci. Z rodů čeledě Enterobacteriaceae  jsou pro drůbež, v zajetí chované i volně žijící ptáky nejzávažnější infekce bakteriemi z rodů Escherichia (kolibacilóza), Salmonella (salmonelózy) a Yersinia (pseudotuberkulóza).